# Orlando-klassen

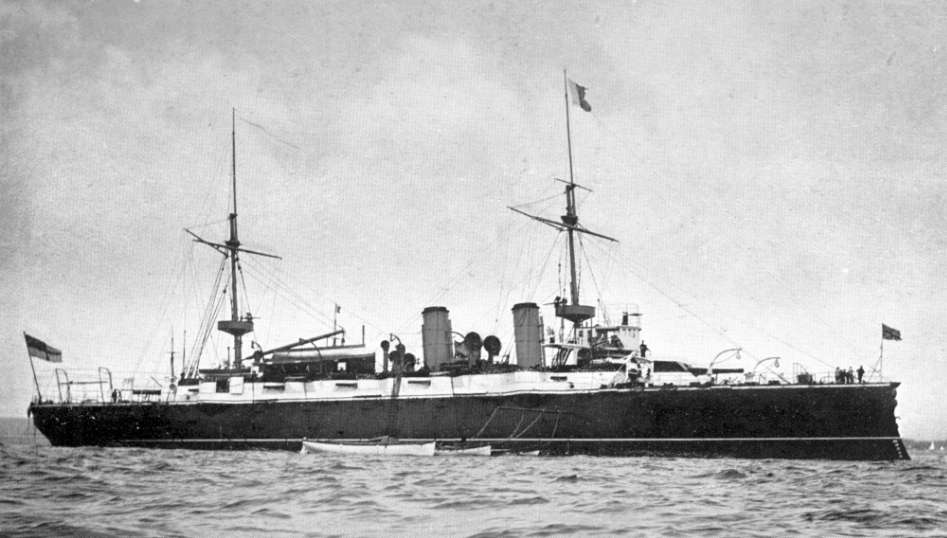
HMS Orlando.

Orlando-klassen var en brittisk fartygsklass på 7 pansarkryssare, som byggdes 1886–1889, och som togs ur tjänst  och skrotades 1905–1907. De användes som skydd för handelsflottan i Medelhavet och Fjärra Östern samt de sista åren för kustbevakning och som skolfartyg. De var midskepps skyddade av en pansargördel bestående av 25 cm tjockt vattenlinjepansar och 40,6 cm tjocka tvärskeppsskott, hade ett plant fem cm tjockt pansardäck över gördeln och ett välvt två eller tre cm tjockt pansardäck som från gördeln sträckte sig ut över ändskeppen. 
Orlando-klassen var de första kryssare, som utrustades med trippelexpansionsmaskiner. Dessa utvecklade 1000 hästkrafter mer än de kompoundmaskiner som ursprungligen föreslagits och gav fartygen den för användningsområdet nödvändiga längre rackvidden. Toppfarten var 19 knop. Bestyckningen bestod av 24 cm kanoner placerade i midskeppslinjen för- och akterut och 10 st 15,2 cm kanoner i bredsidan midskepps. Utvecklingen av bättre bepansring gjorde dem snabbt omoderna.
Orlando-klassens fartyg var i många avseenden en mindre upplaga av Admiral-klassens slagkryssare.

## Fartyg tillhörande klassen
- HMS Orlando
- HMS Australia
- HMS Undaunted
- HMS Narcissus
- HMS Galatea
- HMS Immortalité
- HMS Aurora